# Уэст-Баден-Спрингс (отель)
Отель Уэст-Баден-Спрингс (англ. West Baden Springs Hotel) — исторический памятник в городке Уэст-Баден-Спрингс (Индиана, США), известен своим обширным купольным атриумом.
Городок Уэст-Баден-Спрингс в начале XX века был известным в США курортом. В настоящее время отель является частью комплекса казино French Lick Resort. До завершения коллизия (Bojangles' Coliseum) в Шарлотте (Северная Каролина, США) в 1955 году здание было обладателем крупнейшего купола в Соединенных Штатах, и в мире в период 1902—1913 годов. Отель был занесён в национальный реестр исторических мест в 1974 году, стал национальной исторической достопримечательностью в 1987 году и является исторической вехой гражданского строительства в США.

## Данные
- Архитекторы — Хариссон Олбрайт[5], Оливер Уэсткотт.
- Площадь отеля — 40 га.
- Основатель отеля — местный предприниматель Ли Синклер[3].
- Отель открыт для посетителей с 1852 г.
- Размер купола — 61 м. Купол поддерживался шестью стальными мостовыми фермами[3].
- Строительство купола окончено 15 сентября 1902 г.[6]

## Реконструкция
Весной 2006 года, HLFI Уэст-Баден подписал с отелем Уэст-Баден-Спрингс дело Подготовительной Группы за символическую сумму в знак признательности за 35 млн долларов США уже вложенных. Восстановление этого объекта возобновилось летом 2006 года.
Французский отель Лик-Спрингс и казино Лик-Резорт открылись одновременно 3 ноября 2006 года.
Отель Уэст-Баден-Спрингс вновь, заработал как отель в мае 2007 года, спустя 75 лет после его закрытия. Преобразованное пространство, содержит 243 номера (в том числе номера класса люкс), что менее половины от общего числа до реконструкции. Крытый плавательный бассейн отеля был перестроен с использованием исторических фотографий под бдительным руководством. Общая стоимость полной реконструкции отеля Уэст-Баден-Спрингс составила почти 100 миллионов долларов США.

## Фотогалерея

Галерея отеля
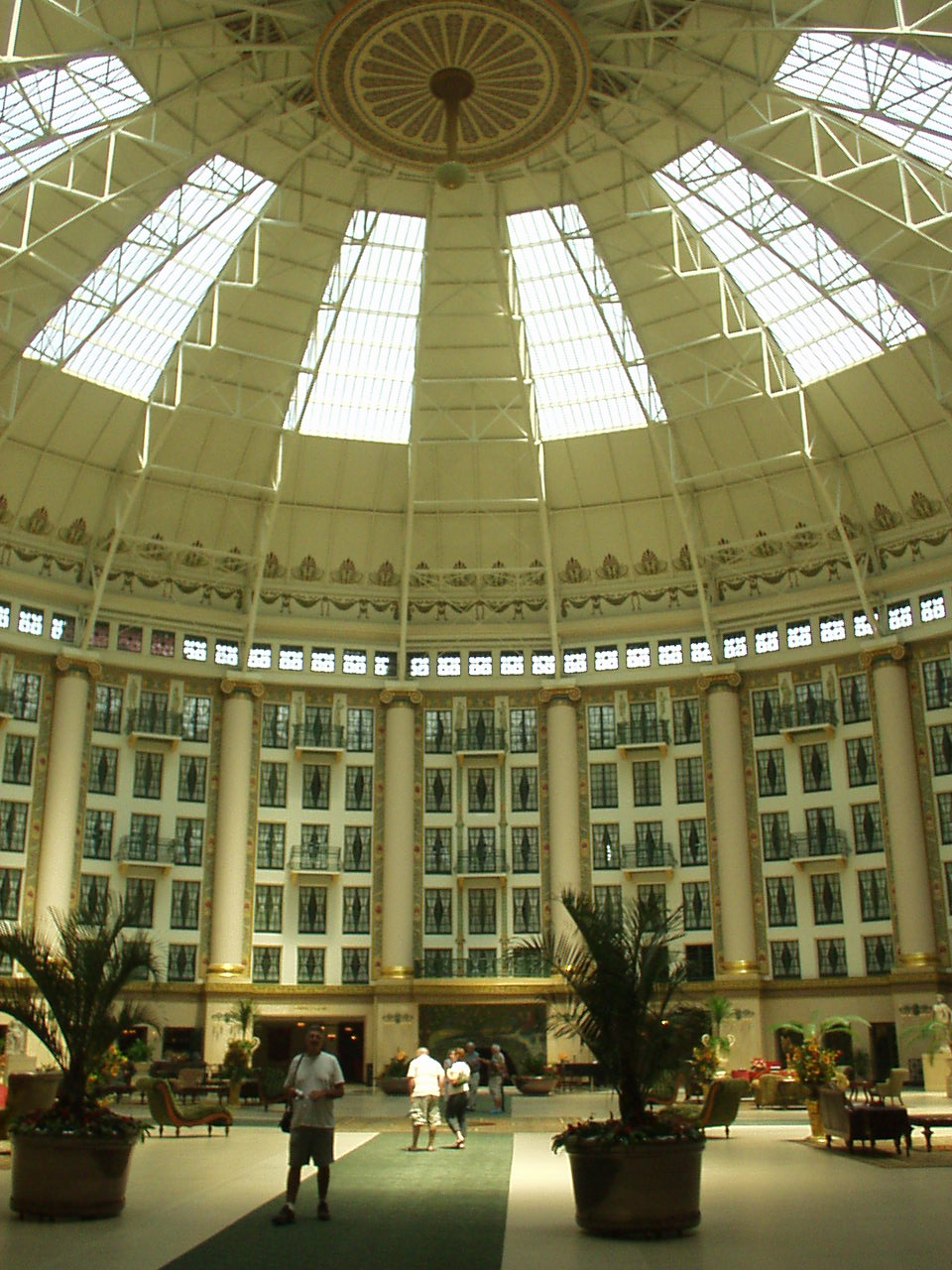
Купол изнутри
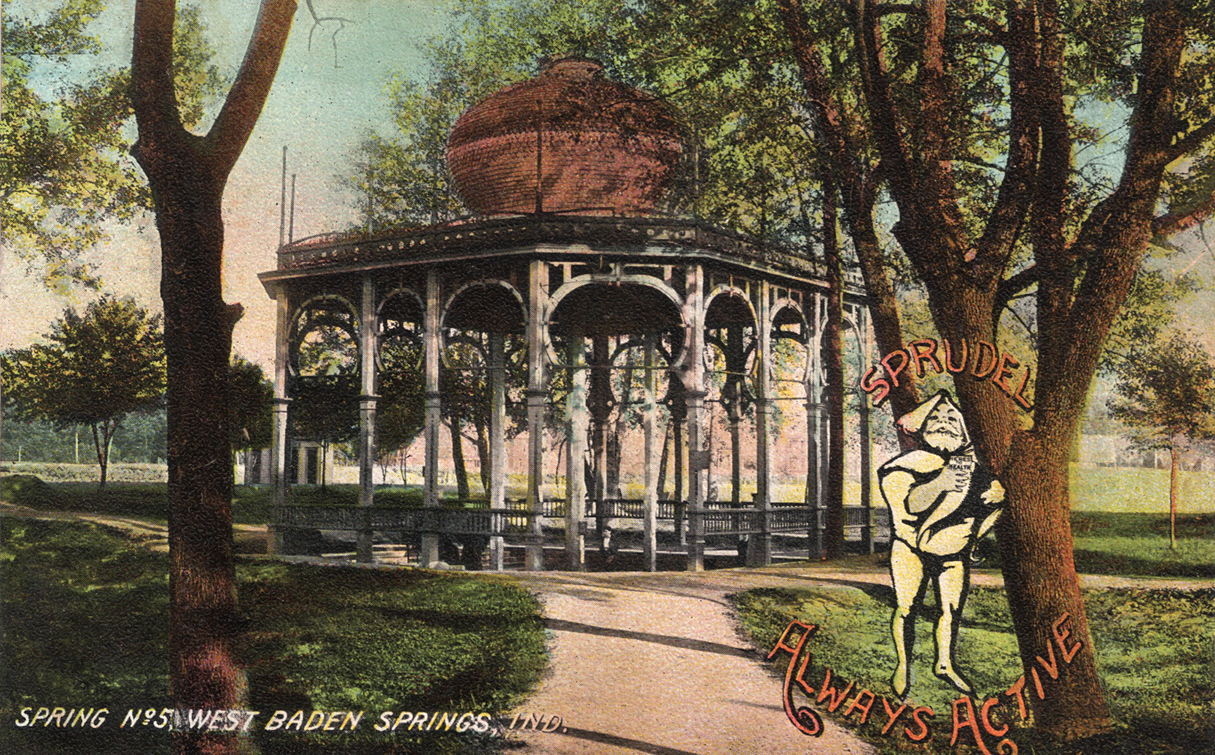
Рекламная афиша 1906 года